# Campeonato Sudamericano de Voleibol Masculino Sub-21 de 2008
El XIX Campeonato Sudamericano de Voleibol Masculino Sub-21 fue un torneo de selecciones que se llevó a cabo en Pocos De Caldas, Brasil del 08 al 12 de octubre de 2008. El torneo fue organizado por la Confederación Sudamericana de Voleibol (CSV) y otorgó dos cupos para el Campeonato Mundial de Voleibol Masculino Sub-21 de 2009.

## Equipos participantes
- Argentina
- Brasil
- Chile
- Colombia
- Ecuador
- Paraguay
- Uruguay
- Venezuela

## Primera Fase

### Grupo A
– Clasificados a la Semifinales. 
     – Pasan a disputar la clasificación del 5.º al 8.º lugar.

## Resultados

### Final 5.º y 8.º puesto
|  | Semifinales | Semifinales |   |         | Final      | Final |  |
|  |             |             |   |         |            |       |  |
|  |             |             |   |         |            |       |  |
|  |             |             |   |         |            |       |  |
|  | Colombia    | 0           |   |         |            |       |  |
|  | Paraguay    | 3           |   |         |            |       |  |
|  |             |             |   |         |            |       |  |
|  |             |             |   |         |            |       |  |
|  |             |             |   |         | Paraguay   | 2     |  |
|  |             | Ecuador     | 3 |         |            |       |  |
|  |             |             |   |         |            |       |  |
|  |             |             |   |         |            |       |  |
|  |             |             |   |         | 3.º puesto |       |  |
|  |             |             |   |         |            |       |  |
|  | Ecuador     | 3           |   | Uruguay | 0          |       |  |
|  | Uruguay     | 1           |   |         | Colombia   | 3     |  |

### Resultados
| Fase           | Fecha    | Encuentro          | Resultado | Set   | Set   | Set   | Set   | Set   | Puntuación total |
| Fase           | Fecha    | Encuentro          | Resultado | 1     | 2     | 3     | 4     | 5     | Puntuación total |
| -------------- | -------- | ------------------ | --------- | ----- | ----- | ----- | ----- | ----- | ---------------- |
| 5° al 8° lugar | 11-10-08 | Paraguay- Colombia | 0 - 3     | 16:25 | 18:25 | 18:25 |       |       | 52 - 75          |
| 5° al 8° lugar | 11-10-08 | Uruguay - Ecuador  | 3 - 1     | 25:19 | 26:24 | 23:25 | 28:26 |       | 102 - 94         |
| 7° lugar       | 12-10-08 | Ecuador - Paraguay | 3 - 2     | 25:15 | 25:27 | 18:25 | 25:17 | 15:10 | 108 - 94         |
| 5° lugar       | 12-10-08 | Colombia - Uruguay | 3 - 0     | 25:18 | 25:17 | 25:12 | :     |       | 75 - 47          |

## Fase Final

### Final 1.º y 3.º puesto
|  | Semifinales | Semifinales |   |       | Final      | Final |  |
|  |             |             |   |       |            |       |  |
|  |             |             |   |       |            |       |  |
|  |             |             |   |       |            |       |  |
|  | Argentina   | 3           |   |       |            |       |  |
|  | Chile       | 0           |   |       |            |       |  |
|  |             |             |   |       |            |       |  |
|  |             |             |   |       |            |       |  |
|  |             |             |   |       | Argentina  | 3     |  |
|  |             | Brasil      | 1 |       |            |       |  |
|  |             |             |   |       |            |       |  |
|  |             |             |   |       |            |       |  |
|  |             |             |   |       | 3.º puesto |       |  |
|  |             |             |   |       |            |       |  |
|  | Brasil      | 3           |   | Chile | 0          |       |  |
|  | Venezuela   | 1           |   |       | Venezuela  | 3     |  |

### Resultados
| Fase      | Fecha    | Encuentro          | Resultado | Set   | Set   | Set   | Set   | Set | Puntuación total |
| Fase      | Fecha    | Encuentro          | Resultado | 1     | 2     | 3     | 4     | 5   | Puntuación total |
| --------- | -------- | ------------------ | --------- | ----- | ----- | ----- | ----- | --- | ---------------- |
| Semifinal | 11-10-08 | Argentina- Chile   | 3 - 0     | 25:19 | 25:19 | 25:21 |       |     | 75 - 59          |
| Semifinal | 11-10-08 | Brasil - Venezuela | 3 - 1     | 25:18 | 28:30 | 25:18 | 25:18 |     | 103 - 84         |
| 3° lugar  | 12-10-08 | Chile - Venezuela  | 0 - 3     | 18:25 | 24:26 | 25:27 |       |     | 67 - 78          |
| Final     | 12-10-08 | Argentina - Brasil | 3 - 1     | 25:13 | 14:25 | 25:21 | 25:23 |     | 89 - 82          |

## Campeón
| Argentina           |
| Campeón             |
| Argentina 3° título |

## Posiciones finales
| Pos | Equipo    |
| --- | --------- |
|     | Argentina |
|     | Brasil    |
|     | Venezuela |
| 4   | Chile     |
| 5   | Colombia  |
| 6   | Uruguay   |
| 7   | Ecuador   |
| 8   | Paraguay  |

## Clasificados alCampeonato Mundial de Voleibol Masculino sub-21 de 2009
| Bandera de Argentina | Bandera de Brasil |
| Argentina            | Brasil            |